# Moussa Okanla
 (mars 2022).
Si vous disposez d'ouvrages ou d'articles de référence ou si vous connaissez des sites web de qualité traitant du thème abordé ici, merci de compléter l'article en donnant les références utiles à sa vérifiabilité et en les liant à la section « Notes et références ».
Moussa Okanla, né le 2 septembre 1950 à Porto-Novo au Dahomey et mort le 2 mars 2022, est un universitaire et homme politique béninois.

## Biographie
Moussa Okanla naît le 2 septembre 1950 à Porto-Novo, au Dahomey. Il entame sa scolarité dans sa ville natale, de 1957 à 1971, dont ses études secondaires au lycée Béhanzin. Il s’inscrit ensuite à l'université du Dahomey (actuelle université d'Abomey-Calavi), où il obtient en 1974, une licence d'histoire, puis en 1976, un master en relations internationales de l'Institut des relations internationales du Cameroun. Après un séjour d'une année à l'École normale supérieure du Gabon en qualité d'assistant, il s'inscrit en 1977, au département de science politique de l'université du Michigan à Ann Arbor où il obtient en 1982 un Ph.D. en sciences politiques.
Il est professeur de sciences politiques à l'université d'Abomey-Calavi et à Houdegbé North American University Bénin, à Cotonou (une université bilingue, largement fréquentée par des étudiants venus du Nigéria). De 1987 à 1994, il est le représentant au Bénin, de l'African-American Institute dont le siège est à New York et de 1991 à 1994, le conseiller technique à la Coopération internationale du ministre des Affaires étrangères et de la Coopération. 
De 1994 à 1998, il est spécialiste en gouvernance au bureau régional de l'USAID à Abidjan et de 1999 à 2000, conseiller en gouvernance au PNUD, bureau de Cotonou. De 2001 à 2003, il est directeur-adjoint, chargé des études et directeur de l'École nationale d'administration et de magistrature puis, de 2004 à 2007, est chargé de programme au Programme de gouvernance et des droits de la personne (PGDP), financé par la Danida et administré par NIRAS-Danemark.
Il devient, le 17 juin 2007, ministre des Affaires étrangères, succédant à Mariam Aladji Boni Diallo dans le deuxième gouvernement du président Thomas Boni Yayi. Il est remplacé le 27 octobre 2008 par Jean-Marie Ehouzou.
Il meurt le 2 mars 2022, à l'âge de 71 ans.

## Décorations
- Commandeur de l'ordre national du Bénin[réf. nécessaire]

## Publications
- (en-US) Bibliography on Photovoltaics, Renewable Energy, and Their Social Impacts: Working copy (avec Allen F. Roberts), Ann Arbor : University of Michigan, Center for Afro-American and African Studies, 1982
- (en-US) The United States and Southern Africa: a test of theories of foreign policy, Ann Arbor : University Microfilms International, 1982
- Les concepts de sécurité en Afrique, in UNIDIR, Afrique, Désarmement et Sécurité, New York : Publications des Nations unies, GV.EF., 1991
- (en-US) Benin :the struggle against corruption in theory and practice, in Center for Institutional Reform, and the Informal Sector, Governance and the Economy in Africa, College Park : University of Maryland, 1996
- Démocratie et Gouvernance en Afrique : État des Lieux, en collaboration avec René Lemarchand, Abidjan : United States Information Service, septembre 1996
- Ethnicité et démocratisation en Afrique de l’Ouest: le rôle de l’Armée, in Métafro Infosys, vol. 23, 1999, p. 11-36